# Sena II
Sena II fou rei d'Anuradhapura (Sri Lanka) del 866 a 901. Va succeir al seu oncle Sena I.
Només pujar al tron va declarar reina-consort a la seva esposa i li va concedir els privilegis inherents. El seu germà petit Mahinda fou nomenat sub-rei amb les rendes del territori de Maya Rata. Per assegurar la seva fidelitat el rei va casar al seu propi fill Kassapa amb la filla de Mahinda i de la seva esposa Tissa (de nom Sangha). Això va assegurar la tranquil·litat interna i el rei va esperar el moment oportú per revenjar-se del rei de Pandya que havie envaït i devastat el nord del país en el regnat anterior.
I no va haver d'esperar molt, doncs un príncep pandya que havia estat maltractat pel rei, va arribar a Ceilan, per demanar ajut contra el seu rei. Sena II va decidir enviar una força militar important manada per Tutbha, el principal general de l'illa, amb instruccions de deposar el rei Pandya i posar al príncep refugiat al seu lloc i recuperar tot el que s'havia saquejat feia uns anys retornant-ho a Anuradhapura. El mateix rei Sena II va acompanyar l'exèrcit fins al port de Mahatittha (Mantotta) a la punta nord de l'illa i va desitjar al general bona sort. Les forces van desembarcar a la costa índia i es van dirigir a Madurai que van assetjar; el rei de Pandya en el seu intent d'aixecar el setge, va ser derrotat i ferit i posteriorment va morir amb la seva reina; Madura fou ocupada i saquejada i els tresors que s'havien emportat de Ceilan es van trobar al palau de la ciutat. Tot això, amb altres coses obtingudes en diverses parts de la ciutat i molts presoners de guerra, cavalls i elefants, foren recuperats i retornats mentre el príncep pretendent era posat al tron que havia quedat vacant. A la tornada es va celebrar un gran festival per celebrar el triomf a Anuradhapura; el mateix rei hi va participar i va beure vi en honor de la victòria. Després va dedicar atenció a reforçar les defenses de l'illa per evitar una nova invasió exterior.
L'any 880 el sub-rei Mahinda va morir després de dedicar bona part de la seva vida a la vida religiosa i fer de benefactor. El va succeir com a sub-rei el seu germà Udaya.
Diversos tancs d'aigua foren construïts en el seu regnat entre els quals el Kanavapi and Katthaiitanagara. També es van construir una resclosa pel tanc de Manihira (Mineriya) i la presa Manimekhala. Un hospital fou construït a Mihintale. Es van construir també molts edificis religiosos i es va reparar el Palau de Bronze.
En algun moment del regnat sembla que hi va haver una forta epidèmia de pesta. Es van fer processons a la ciutat.
El Wesak (aniversari de Buda) fou celebrat anualment per Sena II amb una gran festa a la que ell mateix es va unir.
El rei va morir en el 35è anys del seu regnat i el va succeir en el tron el seu germà i sub-rei Udaya I.